# Selaginella schaffneri
Selaginella schaffneri là một loài dương xỉ trong họ Selaginellaceae. Loài này được Hieron. mô tả khoa học đầu tiên năm 1902.